# Willy Linder
Willy Linder (* 16. März 1922 in Bern; † 15. August 2000 in Egg) war ein Schweizer Ökonom, Wirtschaftsjournalist und Moderator.

## Leben
Linder absolvierte seine Matura auf dem Zweiten Bildungsweg. Danach studierte er Volkswirtschaftslehre an der Universität Zürich, der Sorbonne in Paris und der London School of Economics und wurde 1954 in Zürich mit der Dissertation Der Verhältnislohn. Betriebswirtschaftliche Studie über eine neue Entlöhnungsform promoviert.
1954 kam er als Wirtschaftsredaktor zur Neuen Zürcher Zeitung (NZZ). 1972 wurde er Ressortleiter. Während seiner Zeit bei der NZZ vertrat er einen wirtschaftsliberalen Kurs. Von 1971 bis 1977 war er Privatdozent und im Anschluss ausserordentlicher Professor für Volkswirtschaft der Schweiz an der Universität Zürich. Von 1988 bis 1993 war er Leiter des Schweizerischen Instituts für Auslandforschung. Ausserdem war er Mitglied der Eidgenössischen Kartellkommission. Linder setzte sich für Wirtschaftsreformen in der Volksrepublik China ein. Er moderierte auch die Fernsehsendung Tatsachen und Meinungen.

## Auszeichnungen
- 1981: Ludwig-Erhard-Preis für Wirtschaftspublizistik

## Schriften (Auswahl)
- Der Verhältnislohn. Betriebswirtschaftliche Studie über eine neue Entlöhnungsform (= Mitteilungen aus dem handelswissenschaftlichen Seminar der Universität Zürich, Heft 101). Schulthess, Zürich 1955.
- Die kommunistische Planwirtschaft am Beispiel Ungarns. Verlag Neue Zürcher Zeitung, Zürich 1964.
- Indonesiens Irrwege. Wirtschaft und Politik nach der Entmachtung Sukarno. Verlag Neue Zürcher Zeitung, Zürich 1967.
- Die chinesische Wirtschaftspolitik. Chancen, Irrtümer und Hypotheken. Verlag Neue Zürcher Zeitung, Zürich 1983, ISBN 3-85823-091-X.
- Wirtschaftspolitik auf dem Prüfstand. Liberale Positionen. Verlag Neue Zürcher Zeitung, Zürich 1987, ISBN 3-85823-168-1.